# Le Quai
Résidence
Le Quai est un espace culturel de la ville d'Angers, dans le département français de Maine-et-Loire dont l'ouverture a eu lieu en mai 2007 et l'inauguration le mois suivant. C'est un espace de création, de spectacles et de rencontres qui accueille de manière permanente un Centre Dramatique National (Le Quai CDN) et un Centre Chorégraphique : le Centre national de danse contemporaine (Cndc).

## Historique
La ville d'Angers et le ministère de la Culture et de la Communication se sont associés pour que Le Quai soit un lieu de création, de diffusion, de formation et de sensibilisation, à l’écoute des nouveaux publics et prêt à répondre à leurs attentes « en portant une attention particulière à la programmation ». Le Quai est conçu pour être un espace d’échanges, ouvert à la danse, au théâtre, à la musique, à l’opéra, mais aussi aux musiques du monde, au cirque, aux arts de la rue ou encore aux arts plastiques.
Le projet est initié en 2002, et sa première pierre posée en 2004. Le bâtiment est livré en février 2007. Le coût du projet a été de 35 millions d'euros,.
Les festivités d'ouverture du nouvel espace culturel angevin Le Quai débutent le 25 mai 2007, et son inauguration a lieu le 28 juin 2007.
Le Nouveau théâtre d'Angers (NTA) et le Centre national de danse contemporaine (CNDC) en sont les résidents.
Le rectorat de l'académie de Nantes et la DRAC des Pays de la Loire y organisent en avril 2013 une journée régionale pour le développement de l'éducation artistique et culturelle.
Le Quai a accueilli environ 100 000 personnes sur l'année 2013, pour près de 300 représentations. L'équipement est devenu un pôle artistique et culturel de niveau national. Sur la saison 2013/2014, le taux d'occupation des salles est de 88 %, dont 58 % généré par l'EPCC.
La programmation accueillie au Quai est celle de l'EPCC Le Quai, du Nouveau théâtre d'Angers, du Centre national de danse contemporaine, et d'Angers-Nantes Opéra. La saison 2014/2015 comprend des rendez-vous musicaux, du théâtre, de la danse, des actions en direction du jeune public, des expositions, des ateliers, des rencontres. En octobre 2014, l'opération régionale la Belle saison, initiée par le ministère de la Culture, est lancée à partir du Quai.

## Composition architecturale et distribution dans le bâtiment

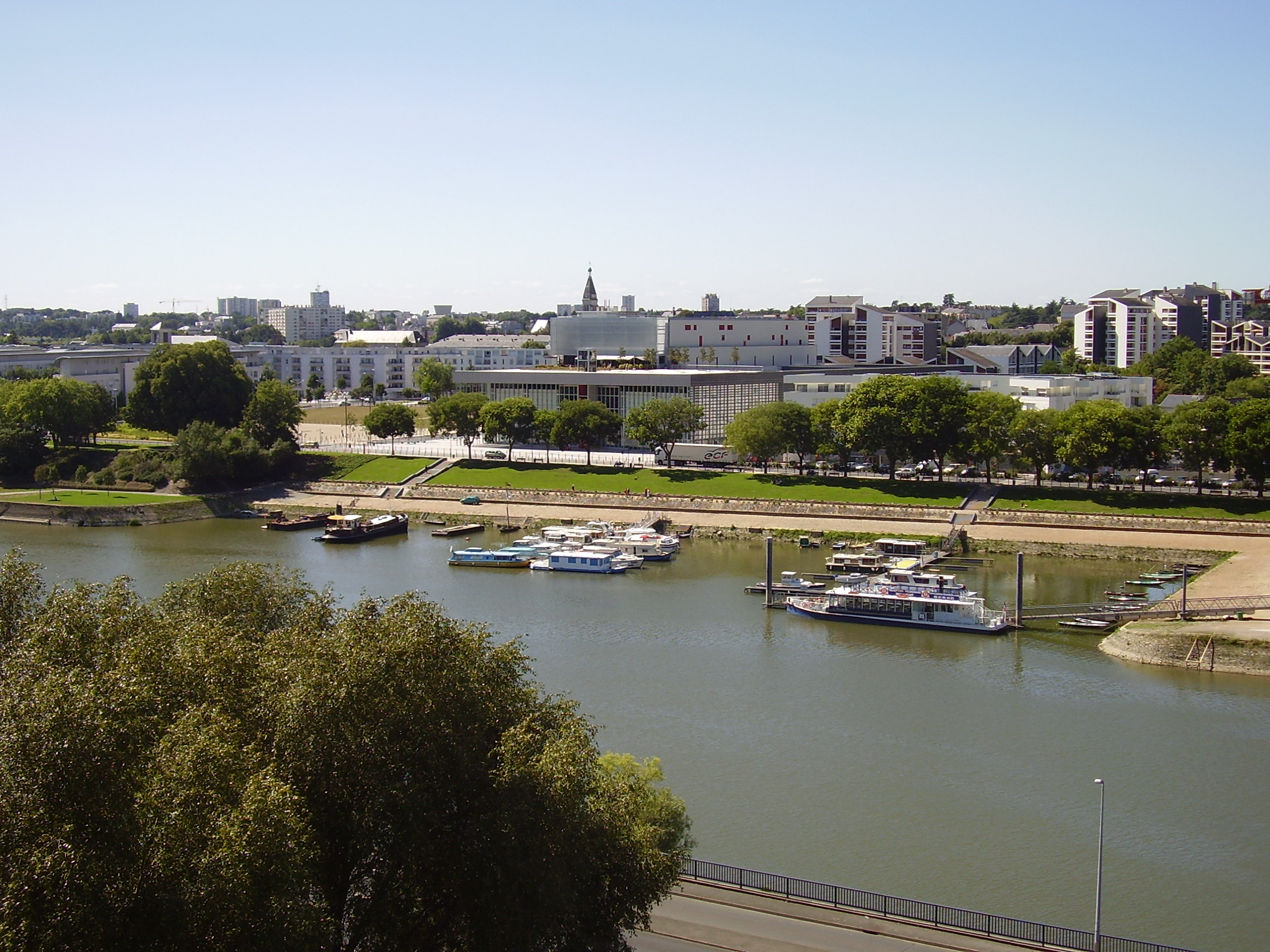
Situation du théâtre sur le front de Maine.

Le bâtiment a été conçu dans le respect des normes haute qualité environnementale par l'agence Architecture-studio. Il se trouve sur la rive droite de la Maine, face au château d'Angers.
Le Quai est composé de trois parties principales :
- un théâtre de 975 places avec parterre, balcons et une fosse d’orchestre de 80 musiciens ;
- une salle entièrement modulable de 400 places assises ou 960 debout ;
- un forum de 1 100 m2, ouvert sur l'extérieur, servant à la fois d'entrée du théâtre, d'espace d’exposition et de spectacle ouvert sur la ville par deux portes vitrées monumentales.

Il est aussi doté d'une terrasse, et d'un restaurant panoramique au 5e étage (La Réserve).

## Administration

### EPCC Le Quai
La ville d’Angers et l’État créent en 2005 un établissement public de coopération culturelle (EPCC) à caractère industriel et commercial, le « Théâtre Le Quai ». Ses statuts font l'objet d'un arrêté préfectoral le 20 juin 2005. Son conseil d'administration comprend trois collèges. Le premier est composé de huit administrateurs, six représentants de la ville d'Angers et deux de l'État désignés par le préfet, le second est composé de deux personnalités qualifiées désignées par la ville d'Angers et l'État, et le troisième est composé d'un représentant du personnel.
Jean-Claude Antonini en assure la présidence de 2005 à janvier 2012,,. À la suite de sa démission le 26 janvier 2012, Frédéric Béatse lui succède.
De 2006 à 2008, l'établissement est dirigé par Christopher Crimes. En 2007, année d'ouverture au public, le budget prévoit 3 077 000 € de subventions, en provenance pour 93 % de la ville d'Angers, 5 % de la région et 2 % du ministère de la Culture.
En 2013 son budget de fonctionnement est de 4 900 000 €, dont 95 % est financé par la ville d'Angers. En 2014, la direction de l'EPCC Théâtre Le Quai est assurée par Christian Mousseau-Fernandez,, en poste depuis 2009, celle du CNDC par Robert Swinston, et celle du NTA par Fédéric Bélier-Garcia. Il compte une équipe de soixante personnes,.
Alain Fouquet, adjoint à la culture et au patrimoine de la ville d'Angers, est élu en mai 2014 président de l'EPCC Théâtre Le Quai.
Le 5 décembre 2014, Frédéric Bélier-Garcia est nommé directeur de l'établissement au 1er janvier 2015. Le 1er janvier 2020, Thomas Jolly prend la direction du Quai. Il la quitte en novembre 2022. Nommé à ce poste, Marcial Di Fonzo Bo occupe ce poste à partir du 1er juillet 2023,.

### Espace culturel
Cet espace culturel abritait l'administration de trois structures,, :
- l'EPCC Théâtre Le Quai, responsable de la gestion globale du bâtiment, et qui a pour mission de programmer du cirque, de la musique, des spectacles pour enfants et de formes atypiques ;
- le Nouveau théâtre d'Angers (NTA), centre dramatique de la région des Pays de la Loire ;
- le Centre national de danse contemporaine d'Angers (CNDC), institution consacrée à la danse contemporaine basée à Angers.

Depuis 2014, la SARL NTA a fusionné avec l'EPCC Le Quai. Le CNDC reste indépendant et garde son statut d'association.

## Partenaires
En 2014, Le Quai a pour partenaires, des institutionnels, des médias, des partenaires culturels, et des entreprises.
Ses partenaires institutionnels sont la ville d'Angers, le conseil général de Maine-et-Loire, le conseil régional des Pays de la Loire, le ministère de la Culture et la direction générale européenne Éducation et culture.
L'équipement a plusieurs partenaires culturels comme la formation Angers-Nantes Opéra, le conservatoire à rayonnement régional d'Angers ou les musées de la ville, ainsi que plusieurs manifestations comme les Accroche-Cœurs et le Festival Premiers Plans. Le Quai partage sa programmation avec le Grand Théâtre d'Angers.

## Localisation
Le théâtre Le Quai se situe à Angers, dans le quartier de La Doutre, en face du château du roi René. Il se trouve à proximité des lignes de tramway  et  des lignes de bus , , , , , , , , , .

## Utilisation dans les médias visuels
Dans 2016, Théâtre Le Quai ont accueilli la saison 3 du spectacle de musique classique Prodiges.